# Annet de Clermont-Gessan

Annet de Clermont-Gessan est le 59e grand maître des Hospitaliers de l'ordre de Saint-Jean de Jérusalem.

## Famille
Il naquit vers 1587 d'Aimar de Chaste, seigneur de Gessans (de la Maison de Clermont-Tonnerre ; nommé gouverneur de Valence en 1581 par le duc de Mayenne), et de Madeleine d'Hostun-Claveson.
C'est un proche parent d'Aymar de Chaste, commandeur de Limoges en 1578.

## Carrière
Il est reçu, le 1er juin 1604 dans l'ordre de Saint-Jean de Jérusalem, commandeur, il sera prieur de Lyon au grand prieuré d'Auvergne. Il est à Malte en 1622.
Le 9 février 1660, il est élu 59e grand maître de l'ordre de Saint-Jean de Jérusalem. Il meurt le 2 juin 1660 des suites de ses blessures reçues au siège de Mahomette. Il est enterré dans la chapelle d'Auvergne de la co-cathédrale Saint-Jean de La Valette.

## Sources bibliographiques
- Bertrand Galimard Flavigny (2006) Histoire de l'ordre de Malte, Perrin, Paris